# Бриньольф Веннерберг, Гуннар
Гуннар Бриньольф Веннерберг (швед. Brynolf Wennerberg den äldre; 16 августа 1823, Лидчёпинг — 3 октября 1894, Гётеборг) — шведский художник, представитель Дюссельдорфской художественной школы, владелец Конного завода.

## Биография
Родился в семье городского викария. Брат поэта Гуннара Веннерберга.
С юности проявлял интерес к лошадям, живописи и музыке. Первые уроки живописи получил у шведского художника Уно Троили (1815—1875). В 1850 году отправился в Копенгаген изучать искусство. Через год, получив королевский грант, вместе со своим братом Гуннаром отправился в Германию, где Бриньольф поступил в Королевскую прусскую художественную академию в Дюссельдорфе. С 1852 по 1855 год был учеником Карла Фердинанда Зона и Рудольфа Вигмана.
В 1857 году отправился в Париж, снял студию и брал уроки у Тома Кутюра. Между 1860 и 1890 годами участвовал в нескольких выставках в Шведской королевской академии изящных искусств.
Приобрёл поместье, где кроме творчества, занимался выращиванием коней. В 1889 году в его имении вспыхнул пожар, и главное здание было уничтожено. Некоторые картины были спасены и отправлены музей в Гётеборге.
Известен, в первую очередь, как художник-анималист. Автор картин на мифологические сюжеты, портретист.
Представлен в библиотеке Уппсальского университета, а также в Музее Академии изящных искусств, Музыкальной академии и Музее Венерна.

## Галерея

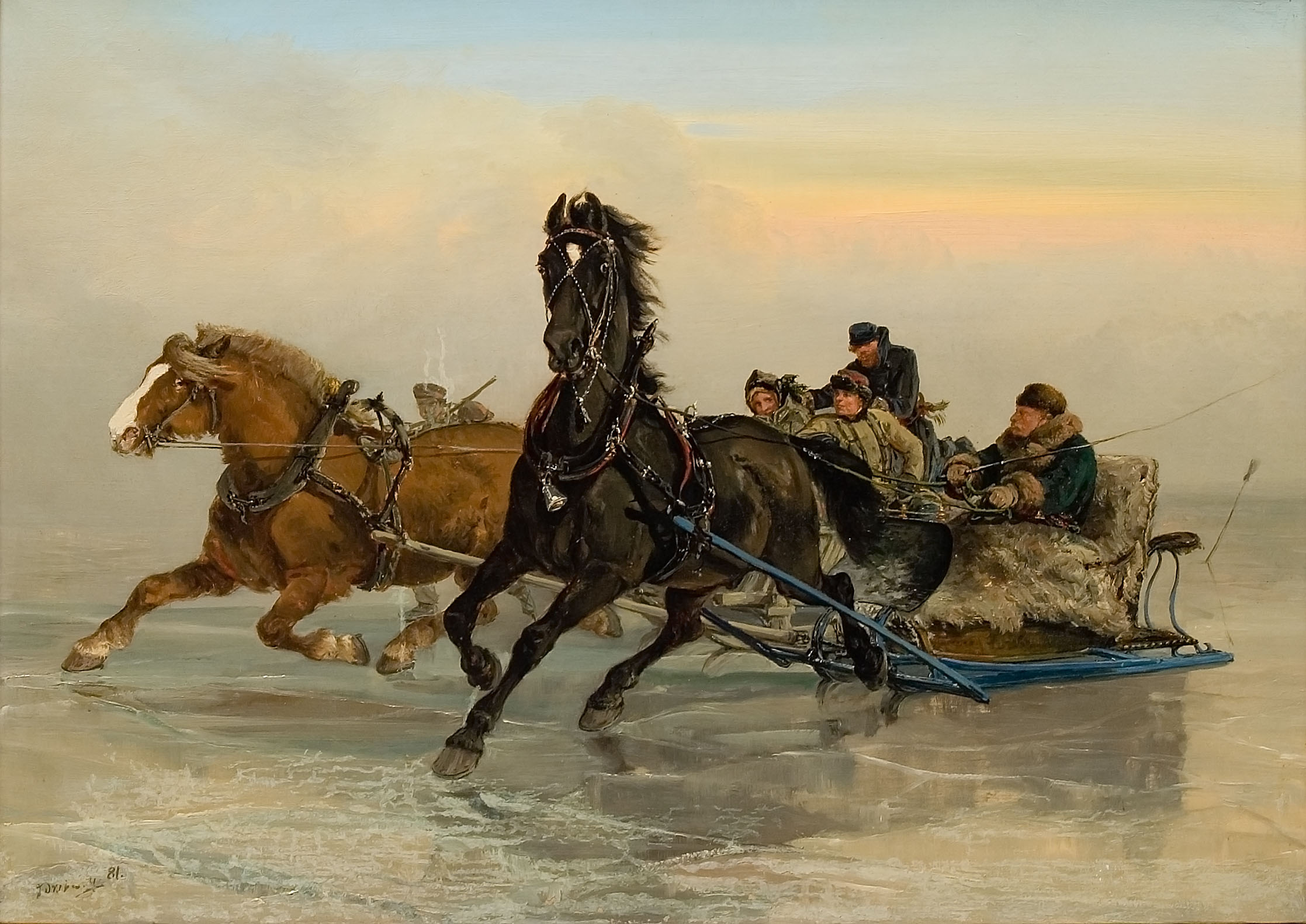
Гонки по льду
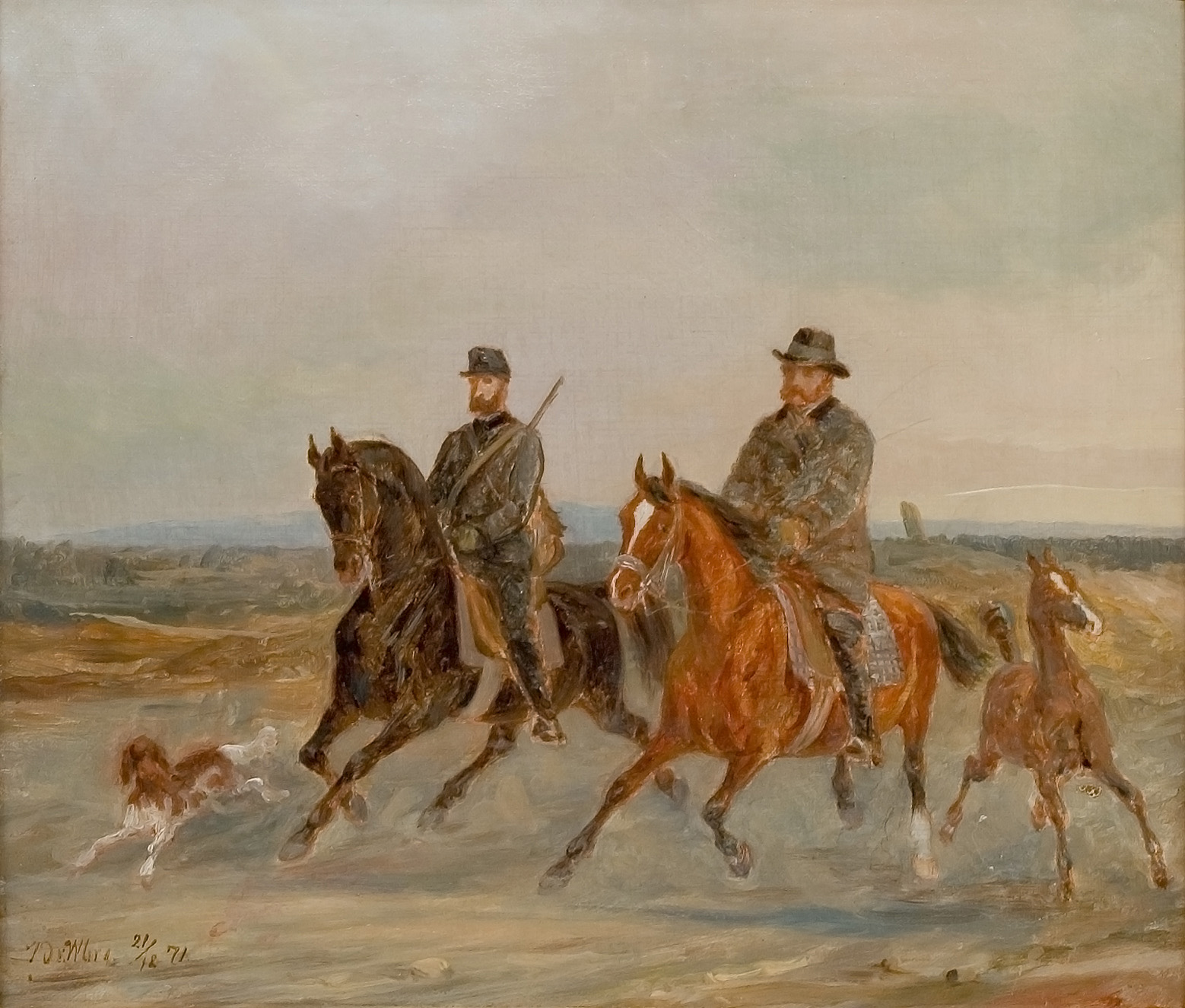
На охоте